# Четка за косу
Четка за косу је четка са дршком, која има круте или меке чекиње. Користи се за бригу о коси како би се коса очешљала, стилизовала и отпетљала, као и за дотеривање животињског крзна.

## Историја у САД
Најранији патент за модерну четку за косу је урадио Хју Рок 1854. Четка са еласттичним зупчаницима и металним чекињама је патентирао Семјуел Фајреј 1870.

## Људска употреба
Четка се обично користи за дугу косу, док се чешаљ обично користи за кратку, међутим могу се користити и обрнуто. Равна четка се обично користи за отпетљавање косе на приемр после спавања или туширања. Обла четка се користи за коврчење косе (нарочито код стилиста у комбинацији са феном за косу). Кратка четка се користи за исправљање косе или да се исправи дуга коса. 

## Животињска употреба
Специјалне четке се праве које се употребљавају код животиња на пример код мачке и пса.

## Материјали за четке
Материјали који се обично корсите при изради дршки:
- Ебановина, палисандер, новогвинејски палисандер, буква, Акрилонитрил-бутадиен-стирен, Полиоксиметилен

Материјали од којих се обично израђују чекиње:
- Чекиња вепра, коњска длака, најлон, нерђајући челик